# ویولتا نینوا
ویولتا نینوا (بلغاری: Виолета Николаева Нинова؛ زادهٔ ۱۹ اوت ۱۹۶۳) قایقران روئینگ اهل بلغارستان است.